# Kościół św. Józefa Cieśli w Rzymie
Kościół św. Józefa Cieśli na Forum Romanum (wł. Chiesa di San Giuseppe dei Falegnami al Foro Romano) – rzymskokatolicki kościół tytularny w Rzymie. 
Świątynia ta jest kościołem rektoralnym parafii San Marco Evangelista al Campidoglio oraz kościołem tytularnym.

## Lokalizacja
Kościół znajduje się w X Rione Rzymu – Campitelli przy Clivo Argentario 1. Jest on zlokalizowany nad starożytnym Więzieniem Mamertyńskim przy Forum Romanum. W jego bliskim sąsiedztwie znajduje się kościół świętych Łukasza i Martyny oraz łuk Septymiusza Sewera. Po prawej stronie kościoła jest oratorium Confraternita dei Falegnami oraz pomieszczenia administracyjne tego bractwa, wychodzące na ulicę na prawo od fasady.

## Historia
W miejscu tym znajdowało się Więzienie Mamertyńskie, w którym według legendy byli uwięzieni św. Piotr oraz św. Paweł. Więzienie to zostało przekształcone w chrześcijańską świątynię San Pietro in Carcere (pol. Św. Piotra w Więzieniu).

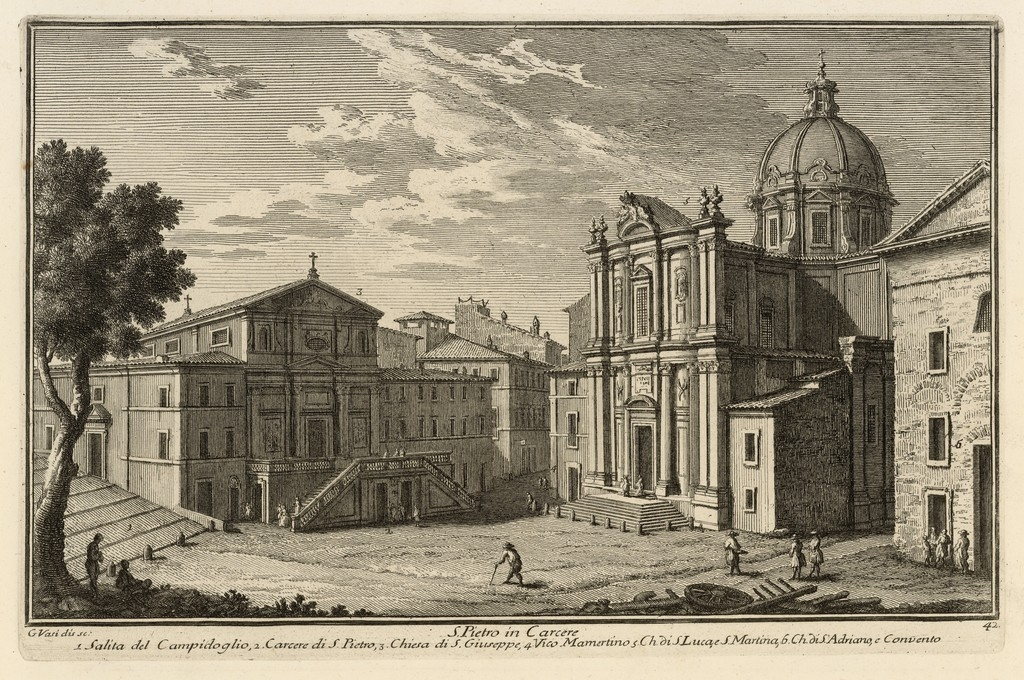
Kościół św. Józefa Cieśli (po lewej) w XVIII wieku, widoczne oryginalne schody wejściowe. Po prawej stronie kościół św. Łukasza i Martyny

W 1540 roku kompleks został wydzierżawiony przez Confraternita dei Falegnami. Bractwo to w 1546 roku nad dawnym więzieniem zbudowało kościół (prawdopodobnie drewniany) dedykowany patronowi bractwa św. Józefowi. Z czasem postanowiono wznieść okazalszą świątynię. Jej budowa rozpoczęła się w 1597 roku pod kierunkiem Giovanni Battista Montano, który w 1602 roku ukończył fasadę. Po jego śmierci w 1621 roku, kierownictwo nad budową przejął jego uczeń Giovanni Battista Soria. Od 1657 roku prace nadzorował Antonio del Grande, który ukończył budowę w 1663 roku. Nowa świątynia została konsekrowana 11 listopada 1663 roku. Oprócz samego kościoła zbudowano również oratorium, pomieszczenia administracyjne bractwa oraz kryptę nad dawnym więzieniem.
W 1836 roku miało miejsce odnowienie kościoła, wtedy też zainstalowano organy. Kolejna odnowa została przeprowadzona w 1863 roku, zbudowano wówczas nową apsydę. W latach trzydziestych XX wieku, w celu ułatwienia dostępu do Więzienia Mamertyńskiego,  przebudowano zewnętrzne schody prowadzące do kościoła św. Józefa.
W dniu 30 sierpnia 2018 roku doszło do zawalenia się około 2/3 dachu kościoła, co spowodowało zniszczenie zabytkowego rzeźbionego sufitu oraz uszkodzenie około 40% podłogi. Udało się odzyskać około 90% rzeźb zdobiących sufit oraz około 50% pozostałych jego elementów. Odbudowa dachu została zakończona 28 sierpnia 2019 roku, natomiast trwają prace rekonstrukcyjne sufitu.

## Architektura i sztuka
Kościół ma jedną prostokątną nawę, prezbiterium jest zarówno od niej niższe, jak i węższe, na jego końcu znajduje się półkolista apsyda, jeszcze niższa od pozostałej części prezbiterium..
Dwukondygnacyjna fasada kościoła znajduje się nad wejściem do Więzienia Mamertyńskiego. Pośrodku balustrady nad centralnym portalem więzienia umieszczono płaskorzeźbę przedstawiającą świętych Apostołów Piotra i Pawła spoglądających przez więzienne kraty. Na dolnej kondygnacji fasady znajdują się cztery jońskie pilastry z kapitelami ozdobionymi głowami putt, wspierające belkowanie. Pomiędzy środkowymi pilastrami jest para kolumn w tym samym stylu, flankują one wejście. Nad drzwiami znajduje się prostokątny poziomy obramowany panel z freskiem, powyżej którego jest trójkątny fronton z figurką putta. Pomiędzy bocznymi parami pilastrów są prostokątne pionowe obramowane panele z freskami, powyżej których znajdują się płaskorzeźby putt trzymających narzędzia stolarskie. W drugiej kondygnacji, powyżej frontonu znajduje się obramowane wole oko z siedzącymi na nim dwoma aniołkami. Okno to flankują dwa krótkie pilastry z głowami putt ze skrzydełkami. Boczne części drugiej kondygnacji zajmuje para paneli z kolejnymi freskami, mają one szerokie ramy otoczone esownicami i zwieńczone małymi trójkątnymi frontonami. Górną kondygnację wieńczy trójkątny fronton.
Znaczna część wystroju wnętrza pochodzi z XIX-wiecznej renowacji.
Ściany boczne nawy w pobliżu jej narożników mają płytkie nisze obramowane łukiem, we wnękach tych umieszczono ołtarze boczne. Pomiędzy łukami w obu ścianach bocznych znajdują się dwie bliźniacze pary żebrowanych pilastrów korynckich, podtrzymujących belkowanie ze zdobionym złoconym fryzem biegnącym wokół wnętrza kościoła. Powyżej belkowania na obu ścianach bocznych są po trzy okna, z których każde flankuje para XIX-wiecznych fresków przedstawiających świętych. Cztery kolejne pilastry znajdują się w narożach nawy, dwa natomiast flankują łuk tęczowy. Między pilastrami w narożnikach a pilastrami przy łuku tęczowym po obu stronach znajdują się nisze z figurami świętych Piotra i Pawła, nad którymi powyżej belkowania są dwa freski ze świętymi. Dwa stiukowe anioły są w pachach łuku tęczowego, pośrodku pomiędzy nimi znajduje się tabliczka z napisem Ite ad Ioseph (jest to cytat z  Księgi Rodzaju: Udajcie się do Józefa, Rdz 41,55). W obu ścianach bocznych pomiędzy dwiema parami pilastrów znajdują się kantorie, poniżej których są drzwi, prawe prowadzące do oratorium, a lewe do zakrystii. Kantorie zdobione są malowidłami, z których mniejsze przedstawiają wizerunki świętych, natomiast większe Adorację pasterzy po jednej stronie, a po drugiej Ucieczkę do Egiptu.
Koncha apsydy ma trzy sektory, które spotykają się w półkolistym oknie. Ponadto ma ona również trzy duże kwadratowe okna, nad którymi znajdują się trzy pozłacane tarcze heraldyczne.
XIX-wieczny edykuł ołtarza głównego jest z różowego marmuru, z trójkątnym frontonem oraz niszą apsydalną wykładaną żółtym marmurem. W niszy tej umieszczono figurę św. Józefa z Dzieciątkiem Jezus na ręku, w drugiej ręce św. Józef trzyma lilię. Niszę z figurą flankują żebrowane kolumny korynckie z czerwonego marmuru, na nich opierają się krótkie słupki, na których z kolei umieszczono parę aniołów z białego marmuru. Na ołtarzu stoją cztery brązowe popiersia świętych. Ściana apsydy po obu stronach ołtarza jest pokryta alabastrowymi panelami z żółtymi i czarnymi marmurowymi obrzeżami. Natomiast na ścianach bocznych prezbiterium przed apsydą znajdują się dwa obrazy Cesare Maccari, przedstawiające Józefa i Maryję przybywających do gospody w Betlejem oraz Świętą Rodzinę w pracowni stolarskiej.
Edykuły ołtarzy bocznych są do siebie stylistycznie podobne. Składają się one z pary korynckich kolumn z czerwonego marmuru podtrzymujących podzielony fronton. W ołtarzach po prawej stronie znajduje się Śmierć św. Józefa Bartolomeo Colombo oraz Święta Rodzina ze św. Anną Giuseppe Ghezzi z 1695 roku. Natomiast ołtarze po lewej stronie mieszczą Narodzenie Pańskie Carlo Maratta z 1661 roku oraz Zaślubiny Maryi i Józefa Orazio Bianchi (ten ostatni obraz znajdował się dawniej w ołtarzu głównym, później natomiast zajął miejsce Wniebowzięcia Matki Bożej Giovanniego Battista Leonardi).
Chór muzyczny nad wejściem do kościoła jest wypukły i zajmuje całą szerokość nawy. Organy zostały ozdobione złoconymi girlandami i puttami, na górze umieszczono anioła z trąbą. Tuż nad piszczałkami jest fresk przedstawiający anielskie trio muzyczne. Na ścianach po bokach organów znajdują się dwa kolejne freski przedstawiające świętych.
W kościele znajdował się płaski drewniany kasetonowy zdobiony sufit, który został zniszczony wskutek zawalenia dachu w 2018 roku. W jego środkowym panelu była płaskorzeźba Narodzenie Pańskie, a w mniejszych panelach Św. Józef z Dzieciątkiem Jezus oraz Św. Piotr i Paweł. Kwadratowe kasetony w rogach sufitu przedstawiały symbol bractwa.
W pomieszczeniu pomiędzy podłogą kościoła a sklepieniem Więzienia Mamertyńskiego znajduje się kaplica krucyfiksu.

## Kardynałowie diakoni
Kościół św. Józefa Cieśli jest jednym z kościołów tytularnych nadawanych kardynałom-diakonom (Titulus Sancti Ioseph Lignariorum). Tytuł ten został ustanowiony 18 lutego 2012 roku przez papieża Benedykta XVI.
- Francesco Coccopalmerio (2012-nadal)